# Championnat de France des rallyes 1999
Navigation
Édition précédente Édition suivante
Le Championnat de France des rallyes des rallyes 1999 a été largement dominé par Philippe Bugalski et sa Citroën Xsara Kit-Car. En effet, le pilote de la marque aux chevrons a remporté neuf des dix manches du calendrier. Cerise sur le gâteau, il remporte le Tour de Corse devant tous les ténors du championnat du monde (Il remportera également le Rallye Catalunya). Seul le Rallye du Touquet lui échappera au bénéfice du pilote amateur Arnaud Mordacq.

## Réglementation du championnat
voici quelques points principaux de la réglementation :
- Barème des points :

Les points sont attribués au scratch et à la classe selon le système suivant :
| Place   | 1er | 2e | 3e | 4e | 5e | 6e | 7e | 8e | 9e | 10e |
| ------- | --- | -- | -- | -- | -- | -- | -- | -- | -- | --- |
| Général | 20  | 16 | 14 | 12 | 10 | 9  | 8  | 7  | 6  | 5   |
| Classe  | 10  | 8  | 6  | 4  | 2  |    |    |    |    |     |

Seuls les six meilleurs résultats sont retenus. Le Tour de Corse a un coefficient de 0,5.
- Véhicules admis :

Autos conformes à la réglementation technique en cours des groupes A/FA (y compris les WRC et les Kit-car) , N/FN, F et GT de série.
- Pneumatiques :

Ils sont limités à un quota de 14 pneus par épreuves.
- Parcours

Le kilométrage total chronométré doit être égale à 220 km à plus ou moins 10 %. Le nombre de passage dans une épreuve spéciale est limité à trois. Un rallye doit être composé d'au minimum 10 épreuves chronométrées.
- Reconnaissances :

Elles sont limités à quatre passages par épreuves chronométrées.

## Rallyes de la saison 1999
| N° | Dates                   | Rallye                    | Vainqueur         | Copilote           | Voiture                 |
| 1  | 20 mars-21 mars         | Rallye Lyon-Charbonnières | Philippe Bugalski | Jean-Paul Chiaroni | Citroën Xsara Kit-Car   |
| 2  | 7 mai-9 mai             | Tour de Corse             | Philippe Bugalski | Jean-Paul Chiaroni | Citroën Xsara Kit-Car   |
| 3  | 29 mai-30 mai           | Rallye Alsace-Vosges      | Philippe Bugalski | Jean-Paul Chiaroni | Citroën Xsara Kit-Car   |
| 4  | 19 juin-20 juin         | Rallye du Limousin        | Philippe Bugalski | Jean-Paul Chiaroni | Citroën Xsara Kit-Car   |
| 5  | 23 juillet-25 juillet   | Rallye du Rouergue        | Philippe Bugalski | Jean-Paul Chiaroni | Citroën Xsara Kit-Car   |
| 6  | 3 septembre-4 septembre | Rallye du Mont-Blanc      | Philippe Bugalski | Jean-Paul Chiaroni | Citroën Xsara Kit-Car   |
| 7  | 2 octobre-3 octobre     | Rallye du Touquet         | Arnaud Mordacq    | Hervé Mortier      | Ford Escort RS Cosworth |
| 8  | 22 octobre-24 octobre   | Rallye d'Antibes          | Philippe Bugalski | Jean-Paul Chiaroni | Citroën Xsara Kit-Car   |
| 9  | 6 novembre-7 novembre   | Critérium des Cévennes    | Philippe Bugalski | Jean-Paul Chiaroni | Citroën Xsara Kit-Car   |
| 10 | 26 novembre-28 novembre | Rallye du Var             | Philippe Bugalski | Jean-Paul Chiaroni | Citroën Xsara Kit-Car   |

## Classement du championnat
| Place | Pilote            | Voiture               | 1   | 2   | 3   | 4   | 5   | 6   | 7   | 8   | 9   | 10  | Points |
| ----- | ----------------- | --------------------- | --- | --- | --- | --- | --- | --- | --- | --- | --- | --- | ------ |
| 1er   | Philippe Bugalski | Citroën Xsara Kit-Car | 1er | 1er | 1er | 1er | 1er | 1er | 2e  | 1er | 1er | 1er | 180    |
| 2e    | Éric Rousset      | BMW M3                | 8e  |     | ab  | 4e  |     |     |     |     |     |     | 101    |
| 2e    | Éric Rousset      | Subaru Impreza        |     |     |     |     |     | 4e  | 3e  |     | 3e  |     | 101    |
| 3e    | Cyril Henny       | Peugeot 306 Maxi      | 3e  |     | ab  |     |     | 2e  | 4e  |     | 4e  | 4e  | 100    |
| 4e    | Benoît Rousselot  | Renault Maxi Megane   | ab  | 14e | 2e  | 2e  | 3e  | ab  | ab  | ab  | ab  | 2e  | 96     |
| 5e    | Jérôme Galpin     | Renault Maxi Megane   | 9e  |     | ab  |     | 4e  | 3e  | 7e  |     |     | 3e  | 76     |
| 6e    | Mark Champeau     | Subaru Impreza WRC    | 4e  |     | ab  | 3e  | 2e  |     |     |     |     |     | 72     |
| 7e    | Francis Mariani   | Subaru Impreza WRC    |     | 17e |     |     | 6e  | 5e  |     |     | 6e  | 5e  | 70     |
| 8e    | Cédric Robert     | Peugeot 306 S16 Gr N  | 20e | 29e | DQ  | 12e | 12e | 12e | 10e | ab  | 13e | ab  | 65     |
| 9e    | Sébastien Loeb    | Citroën Saxo Kit-Car  |     | 19e | 3e  | 8e  | 5e  |     | ab  |     |     | ab  | 62     |
| 10e   | Eric Fabre        | Citroën AX GTI Gr N   | 42e |     | 14e | 33e | 38e | 33e | 23e | 14e | ab  |     | 60     |

### Autres championnats/coupes sur asphaltes
- Trophée Férodo : 
  - 1erÉric Rousset sur BMW M3 puis Subaru Impreza avec 60pts
  - 2e Cyril Henny sur Peugeot 306 Maxi avec 56pts
  - 3e Pascal Thomasse sur Subaru Impreza avec 42pts

- Championnat de France des Rallyes-Copilotes :
  - 1erJean-Paul Chiaroni avec 180pts
  - 2e Christophe Sauce avec 101pts
  - 3e Aurore Brand avec 100pts

- Volant Peugeot 206 WRC : 
  - 1erFabrice Morel avec 137pts
  - 2e Olivier Marty avec 130pts
  - 3e Nicolas Bernardi avec 125pts

- Challenge Citroën Saxo : 
  - 1erÉric Boreau avec 215pts
  - 2e Thierry Monnet avec 203pts
  - 3e Emmanuel Cauchi avec 165pts

- Trophée Citroën Saxo Kit-Car : 
  - 1erSébastien Loeb avec 238pts
  - 2e Daniel Forès avec 220pts
  - 3e Alain Pellerey avec 187pts